# PolyGram Polska
PolyGram Polska Sp. z o.o. (PolyGram Poland) – polska wytwórnia muzyczna, pododdział koncernu PolyGram, powstała w 1994 roku w Warszawie, na bazie niezależnej oficyny Izabelin Studio.
Wytwórnia została zamknięta na przełomie 1998 i 1999 roku, kiedy koncern Seagram wykupił PolyGram, w tym polski oddział, tworząc Universal Music Group. Spadkobiercą katalogu PolyGram Polska była wytwórnia Universal Music Polska.
W katalogu PolyGram Polska znajdowali się m.in. tacy wykonawcy, jak: Anna Maria Jopek, T-raperzy znad Wisły, Aya RL, Sweet Noise, Closterkeller oraz Edyta Bartosiewicz.